# Huntingdon (Pennsylvania)
Huntingdon település az Amerikai Egyesült Államok Pennsylvania államában, Huntingdon megyében, melynek megyeszékhelye is. Lakosainak száma 6827 fő (2020. április 1.).

## Népesség
A település népességének változása:

| 2010 | 7 093 |
| 2020 | 6 827 |